# Franz Conrad von Hötzendorf
Franz Xaver Josef Conrad von Hötzendorf, ab 1910 Freiherr Conrad von Hötzendorf, ab 1918 Graf Conrad von Hötzendorf, ab 1919 Franz Conrad (* 11. November 1852 in Penzing bei Wien; † 25. August 1925 in Mergentheim, Württemberg) war von 1906 bis 1917 Chef des Generalstabes für die gesamte bewaffnete Macht Österreich-Ungarns und als solcher entscheidend an der Auslösung des Ersten Weltkriegs beteiligt. Bereits vor 1914 hatte er mehrmals Präventivkriege der Monarchie gegen Italien und Serbien vorgeschlagen. In der Julikrise, die dem Kriegsausbruch vorausging, setzte er sich mit dieser Forderung durch.

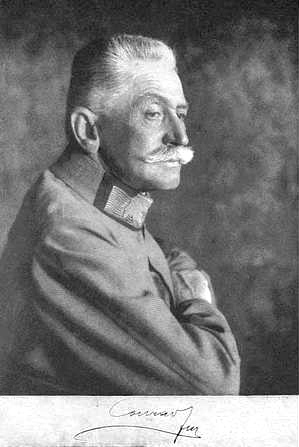
Franz Conrad von Hötzendorf (mit Unterschrift: Conrad, FM)

## Leben

### Herkunft und Name

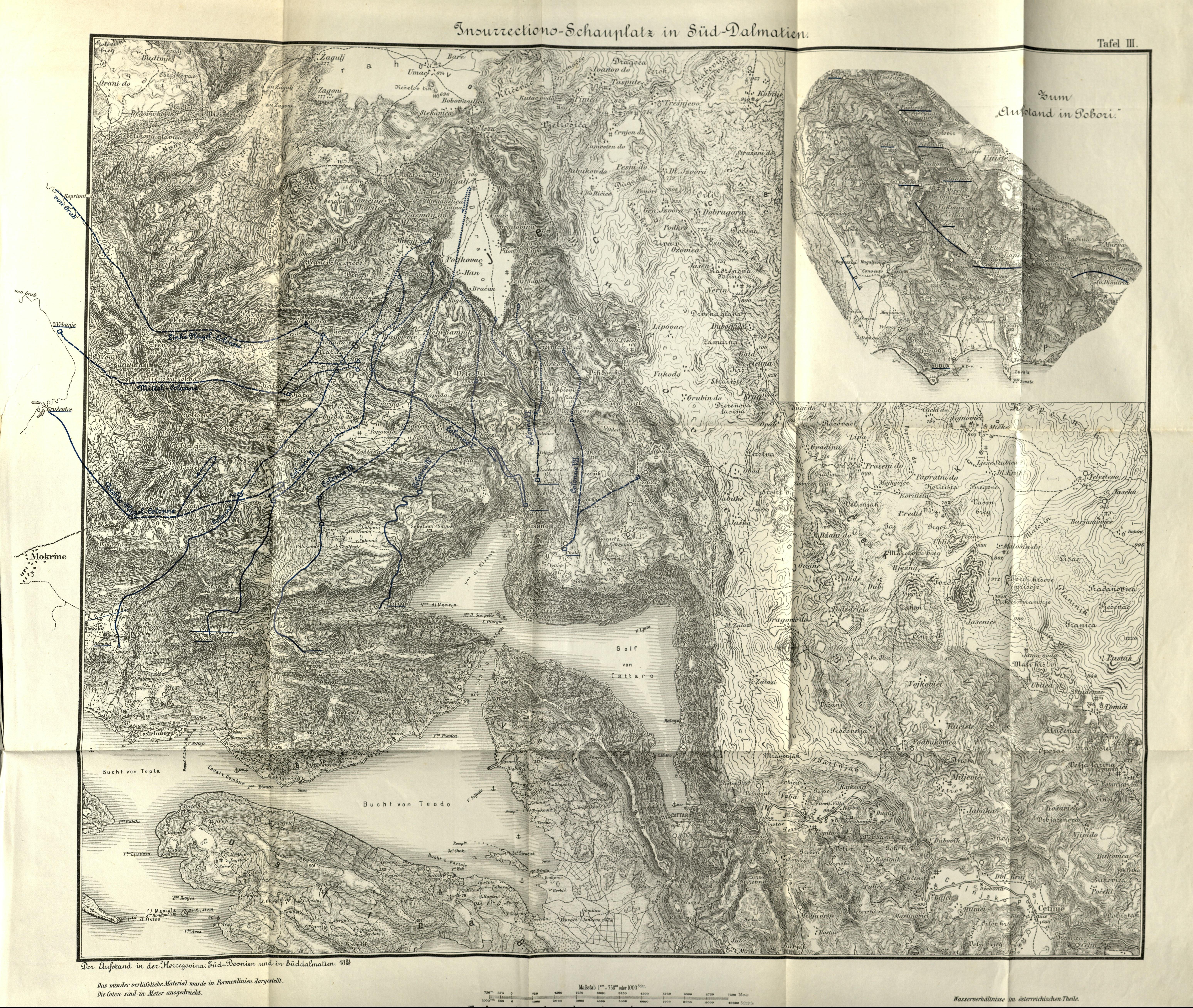
An der Ausführung der Pläne zur Unterdrückung des zweiten montenegrinischen Aufstands in der Krivošije 1882 war Conrad von Hötzendorf als damaliger Hauptmann direkt beteiligt.

Franz Xaver Conrad stammte aus einer österreichischen Offiziers- und Beamtenfamilie aus Brünn. Sein Urgroßvater Franz Anton Conrad (1738–1827) war Rechnungsrat bei der k. k. Provinzial-Staatsbuchhaltung der Provinz Mähren und Schlesien. Zu seinem 50-jährigen Dienstjubiläum wurde Franz Anton Conrad 1815 mit dem Prädikat von Hötzendorf in den erblichen Adelsstand erhoben. Der Name Hötzendorf wurde aufgrund großmütterlicher Vorfahren aus der Kurpfalz gewählt. Conrads Vater Franz Xaver Conrad von Hötzendorf (1793–1878), auch Hetzendorf geschrieben, war Leutnant des Chevaulegers Regiments „Freiherr von Vincent“ Nr. 4 und nahm an den Befreiungskriegen gegen Napoleon und an der Völkerschlacht bei Leipzig teil. Beim Wiener Oktoberaufstand 1848 während der Revolution von 1848 stürzte er vom Pferd und musste aufgrund der schweren Verletzungen aus dem Dienst ausscheiden. Dass sein Regiment sich später den ungarischen Revolutionären anschloss, verbitterte Franz Xaver zusätzlich.
Im Jahr 1851 heiratete Franz Xaver Conrad die 32 Jahre jüngere Barbara Kübler, Tochter des Malers Joseph Kübler. Franz Xaver Josef (ab 1910 Freiherr, 1918/19 bis zur Adelsaufhebung Graf) Conrad von Hötzendorf wurde ein Jahr später geboren, seine Schwester Barbara 1854. Selbst unter seinen engsten Freunden wurde er Conrad gerufen, was zu dem lebenslangen Missverständnis beitrug, dass „Conrad“ sein Vorname sei.

### Ausbildung
Conrad erhielt zunächst zweieinhalb Jahre Privatunterricht, unter anderem von seinem Großvater Joseph Kübler, bevor er in die Volksschule eintrat und anschließend auf die Realschule wechselte. Als Schüler entwickelte er reges Interesse für Naturwissenschaften. Naturgesetze waren ihm wichtiger als religiöse Überzeugungen. Später entwickelte sich Conrad zu einem vehementen Verfechter des Sozialdarwinismus. Conrad hatte ein großes Interesse an Sprachen und sprach fließend italienisch, französisch, serbo-kroatisch und tschechisch. In Ungarisch und Rumänisch konnte er sich in Grundzügen verständigen.
Conrad besuchte ab Herbst 1863 die Hainburger Kadettenschule, ab Herbst 1867 die Theresianische Militärakademie in Wiener Neustadt, wo er Ende August 1871 als Leutnant zum Feldjäger-Bataillon 11 ausgemustert wurde. Im Herbst 1874 bestand Conrad die Aufnahmsprüfung für die Kriegsschule und beendete seine Generalstabsausbildung im Herbst 1876. Am 1. Mai 1877 wurde er Oberleutnant und diente als Stabsoffizier bei der 6. Kavalleriebrigade in Kaschau.
Am 16. August 1878 wurde er dem Generalstab der 4. Infanterietruppendivision zugeteilt und nahm im Verband des 3. Korps am Okkupationsfeldzug in Bosnien und Herzegowina und im September 1879 beim Einmarsch in Sandschak Novi Pazar teil. Am 1. Mai 1879 wurde er zum Hauptmann im Generalstabskorps befördert. In den Wintermonaten 1882 war Conrad an der Bekämpfung des montenegrinischen Aufstands in der Krivošije in Süddalmatien beteiligt. Conrad hatte dabei den Auftrag bekommen, die Mobilisierungspläne den einzelnen Divisions-Kommandanten mitzuteilen sowie mit der Mittelkolonne in den Orjen, dem Zentrum der Aufständischen, selbst mit aufzusteigen. Diese Befehle wurden am 8. Februar 1882 aus Herceg Novi durch Conrad an die beteiligten Truppen übermittelt.
Am 10. April 1886 heiratete Conrad in Lemberg seine Verlobte Vilma (1860–1905), Tochter des Geniedirektors August von Le Beau, wobei er nur mit Mühe die für Offiziere vorgeschriebene Heiratskaution aufbringen konnte. Er bekam mit Vilma vier Söhne, Konrad (Rufname Kurt, 1887–1918), Erwin (1888–1965), Herbert (1891–1914, gefallen bei Rawa-Ruska, bestattet am Friedhof der Theresianischen Militärakademie) und Egon (1896–1965) – alle ergriffen später den Offiziersberuf.

### Militärkarriere
Am 29. Oktober 1883 wurde er Stabschef der 11. Infanterietruppendivision in Lemberg und begründete seinen Ruf als großer Innovator, indem er beispielsweise Manöver im Gelände statt Übungen nur am Paradeplatz durchsetzte. 1887 kehrte er mit Familie nach Wien zurück, vorerst ins Büro für operative und besondere Generalstabsarbeiten.
Am 1. November 1887 wurde er zum Major befördert und übernahm bis zum September des folgenden Jahres ein Büro für operative Generalstabsarbeiten in Wien.
Vom 10. September 1888 bis zum Herbst 1892 war Conrad als Major Taktiklehrer an der k.u.k. Kriegsschule in Wien und wurde dabei am 1. Mai 1890 zum Oberstleutnant befördert. Conrad war ein beliebter Lehrer und viele seiner damaligen Schüler waren ein Vierteljahrhundert später im Weltkrieg hohe, ihm oft ergebene Offiziere.
Im Oktober 1892 ließ er sich als Bataillonskommandant des 93. Infanterieregiments nach Olmütz versetzen und wurde am 1. Mai 1893 zum Oberst befördert. Danach gehörte er der Kommission zur Beurteilung der Stabsoffiziers-Aspiranten an. Vom 16. Oktober 1895 bis zum 8. April 1899 war Conrad Kommandant des Infanterieregiments „Kaiser“ Nr. 1 in Troppau.
Am 9. April 1899 wurde Conrad zum Kommandanten der 55. Infanteriebrigade in Triest ernannt und am 1. Mai des gleichen Jahres zum Generalmajor befördert. Dort schlug er einen Aufstand italienischer Hafenarbeiter mit Waffengewalt nieder und gewann dabei die Überzeugung, dass die italienischen Ansprüche auf das Trentino und Triest eine Austragung der Gegensätze unausweichlich machten.

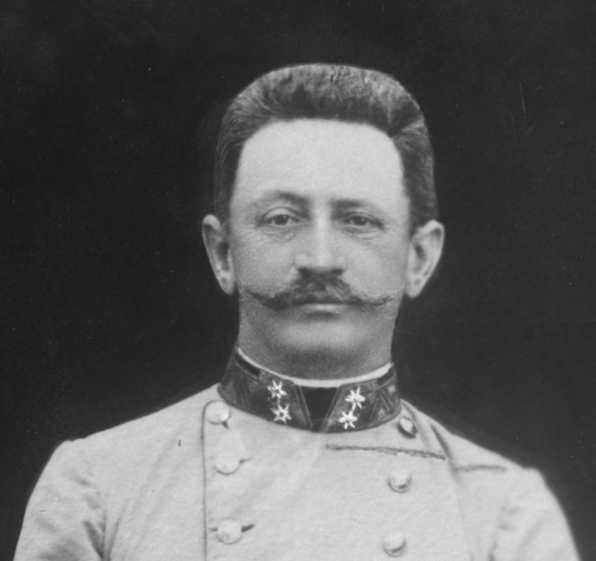
Conrad als Feldmarschalleutnant 1906

Am 8. September 1903 übernahm Conrad die Führung der 8. Infanterietruppendivision in Innsbruck und wurde am 1. November zum Feldmarschallleutnant befördert.

### Chef des Generalstabes
In der Armee als operativer Denker und auch wegen seiner modernen, kriegsnahen Ausbildungsmethoden bekannt, wurde er am 18. November 1906 auf Vorschlag von Erzherzog Thronfolger Franz Ferdinand von Kaiser Franz Joseph I. durch Allerhöchstes Handschreiben zum Chef des Generalstabs für die gesamte bewaffnete Macht ernannt; er wurde dadurch Nachfolger des auf Betreiben des Thronfolgers aus Altersgründen verabschiedeten Feldzeugmeisters Friedrich Freiherr von Beck-Rzikowsky. Der sich auf Grund des Alters des Kaisers der Macht nähernde Thronfolger wollte eigene Vertrauensleute an Schlüsselpositionen platzieren.
Conrad war nun der operativ Verantwortliche für den allfälligen Kriegseinsatz des gemeinsamen Heeres, der Kriegsmarine sowie der Landwehren der beiden Staaten der Monarchie (der k.k. Landwehr und des k.u. Honved). Er war ausschließlich dem Kaiser und König als Oberbefehlshaber und dem von ihm aus Altersgründen bestellten Vertreter, bis 1914 Franz Ferdinand, danach dem Armeeoberkommandanten Erzherzog Friedrich, unterstellt.
1910 wurde Conrad in den Freiherrenstand erhoben, doch führte seine Auseinandersetzung mit Außenminister Graf Aehrenthal, der die von Conrad propagierten Präventivkriege ablehnte, am 3. Dezember 1911 zu seiner Entlassung durch den Kaiser. Noch bei einer Audienz am 15. November 1911 hatte der Kaiser Conrad Vorhaltungen gemacht: „Diese fortwährenden Angriffe, besonders die Vorwürfe wegen Italien und des Balkan, die sich immer wiederholen, die richten sich gegen mich, die Politik mache ich, das ist meine Politik! Meine Politik ist eine Politik des Friedens. Dieser Meiner Politik müssen sich alle anbequemen.“ Ein Skandal wegen seiner Affäre mit der verheirateten Gina Reininghaus, seiner späteren zweiten Ehefrau, spielte dabei ebenfalls eine Rolle.
Am 12. Dezember 1912 (inzwischen war Aehrenthal verstorben) erreichte der Thronfolger während der Balkankriege seine erneute Betrauung. Im Mai 1913 versuchte Conrad vergeblich, die Affäre um den Geheimnisverrat von Oberst d. G. Alfred Redl zu verheimlichen.
Obwohl sich der Thronfolger für seine Wiederbestellung eingesetzt hatte, verschlechterte sich ihr Verhältnis zusehends und führte im Sommer 1913 fast zur neuerlichen Absetzung Conrads.

### Vorkriegspolitik

Conrad 1911 mit Thronfolger Franz Ferdinand beim Manöver am Duklapass

Conrads Lebensauffassung wurde der „Aktivismus“, worunter er angriffsfreudige Entschlusskraft, zielbewussten Tatendrang und unbeugsamen Willen verstand.
Schon im April 1907 schlug Conrad vor, Italien in einem Präventivkrieg „niederzuwerfen“, ein Vorschlag, den er immer wieder vorbringen sollte.
Lange vor dem Krieg sprach Conrad von der Umgestaltung der Monarchie zu einem modernen Imperium und wollte sich an der Aufteilung des europäischen Teils des Osmanischen Reiches noch aktiver, durch dessen Zerschlagung und Einverleibung, beteiligen, um die Monarchie gegen russische und italienische Konkurrenz sowie slawischen Nationalismus zu stärken.

Conrad, der am 15. November 1908 zum General der Infanterie ernannt wurde, wünschte wie Franz Ferdinand eine Beseitigung der ungarischen Machtstellung in der Doppelmonarchie. Der Thronfolger distanzierte sich von Conrad zunehmend wegen dessen aggressivem Annexionismus. Conrad sah als einziges Heilmittel für die schwierige innenpolitische Lage weniger eine zwischen den Nationalitäten der Monarchie ausgleichende, sondern eine auf den Balkan ausgreifende Politik an. Er wollte durch Eingliederung Serbiens in ein südslawisches habsburgisches Königreich den Dualismus durch einen Trialismus ersetzten. Das drückte er schon Ende 1907, noch etwas verklausuliert, in einer Denkschrift aus: 

„In der Schaffung dieses südslawischen Komplexes im Rahmen der Monarchie wäre ein sehr vorteilhafter Kräfte-Ausgleich der Nationalitäten gelegen, welcher es ermöglichen würde, im Inneren Ordnung zu schaffen, das Gleichgewicht herzustellen.“

Im Frühjahr 1909 wurden Conrads abenteuerliche Pläne zur Einverleibung Serbiens mit vorheriger Niederwerfung des Dreibund-Partners Italien vor allem vom k.u.k. Außen- und vom k.u.k. Kriegsminister abermals abgelehnt. Im Oktober 1912, kurz nach Ausbruch des Ersten Balkankrieges und noch in der Zeit, als er nur Armeeinspektor war, entwickelte Conrad den Plan, der neue Balkanbund sollte unter österreichischer Führung das Osmanische Reich in Europa liquidieren und sich danach der Monarchie unterordnen, wie Bayern dem Deutschen Reich. In den Jahren 1913 und 1914 forderte Conrad nicht weniger als fünfundzwanzigmal vergeblich den Krieg gegen Serbien, bevor dieser dann tatsächlich zu Stande kam.
Als Generalstabschef entwickelte Conrad detaillierte Operationspläne gegen die potentiellen Gegner Russland, Serbien und Italien, die sich zu Kriegsbeginn 1914 allesamt als Makulatur herausstellten. Er gehörte mit den wichtigsten Exponenten der Gesamtmonarchie, dem k.u.k. Außenminister Leopold Berchtold, dem österreichischen Ministerpräsidenten Karl Stürgkh, dem gemeinsamen Finanzminister Leon Biliński und dem k.u.k. Kriegsminister Alexander von Krobatin zur so genannten Kriegspartei, den Befürwortern einer kriegerischen Auseinandersetzung mit Serbien. Der Historiker Wolfram Dornik hat ihn deshalb auch als Falken des Kaisers bezeichnet.

### Erster Weltkrieg: Vom Sommer 1914 bis zum Tod Kaiser Franz Josephs

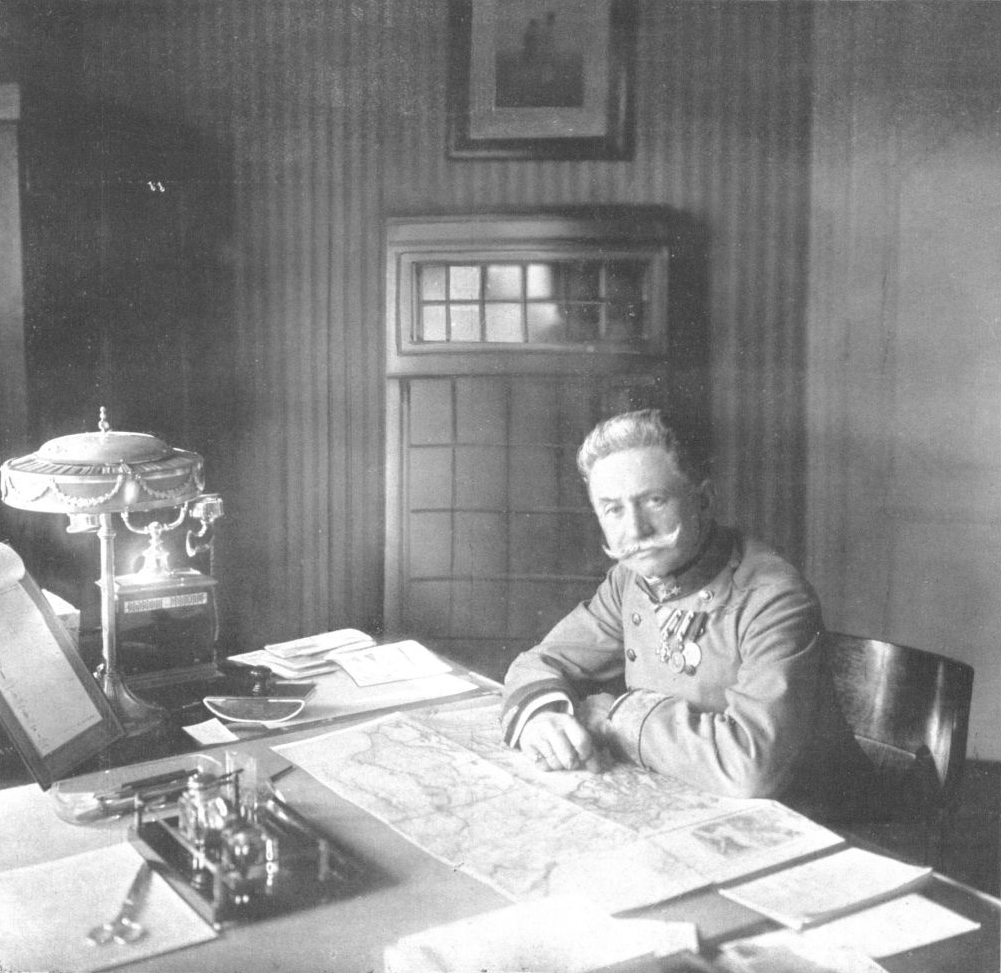
Conrad 1914, fotografiert von Charles Scolik

Conrad war im Sommer 1914 einer der Hauptunterstützer eines sofortigen Krieges gegen das Königreich Serbien als Reaktion auf die Ermordung des Thronfolgers in Sarajewo. Er wollte auf die Nachricht vom Attentat sofort mit dem Angriff beginnen, aber Berchtold und Kaiser Franz Joseph hielten eine Untersuchung und diplomatische Vorbereitung für notwendig. Zu einem „Überraschungsschlag“ gegen Serbien, wie ihn Deutschland nach dem „Blankoscheck“ vom 5./6. Juli erwartete, fehlten der Monarchie die politischen und militärischen Voraussetzungen. Conrad wollte damit nur den Kriegszustand erreichen, der von den Politikern gegen seinen Willen oft verhindert worden war, und jegliche Friedensmöglichkeit ausschließen.
Nach dem Ultimatum an Serbien drängte Conrad Kaiser und Außenminister: Die Rückkehr zum Friedenszustand sei bei der Stimmung in der Armee nicht möglich.
Nach der Entscheidung des Kaisers und Königs für die Kriegserklärung brachte er den Schwerpunkt der österreichisch-ungarischen Armee gegen Serbien in Stellung, musste jedoch nach dem Eintritt Russlands in den Krieg große Teile der Truppen nach Galizien verlegen, wo der russische Angriff erwartet wurde. Die daraus resultierende Verspätung und die Unterschätzung insbesondere des russischen Gegners führte beinahe zum frühzeitigen Ausscheiden Österreich-Ungarns aus dem Krieg.
Conrad gelang es allerdings, mit massiver deutscher Unterstützung die von Russland besetzten Teile Galiziens und der Bukowina zurückzuerobern, Serbien und Montenegro sowie Rumänien zu erobern und eine stabile Front gegen Italien zu organisieren.
Nach der Rückeroberung Lembergs wurde Conrad am 23. Juni 1915 zum Generaloberst befördert.

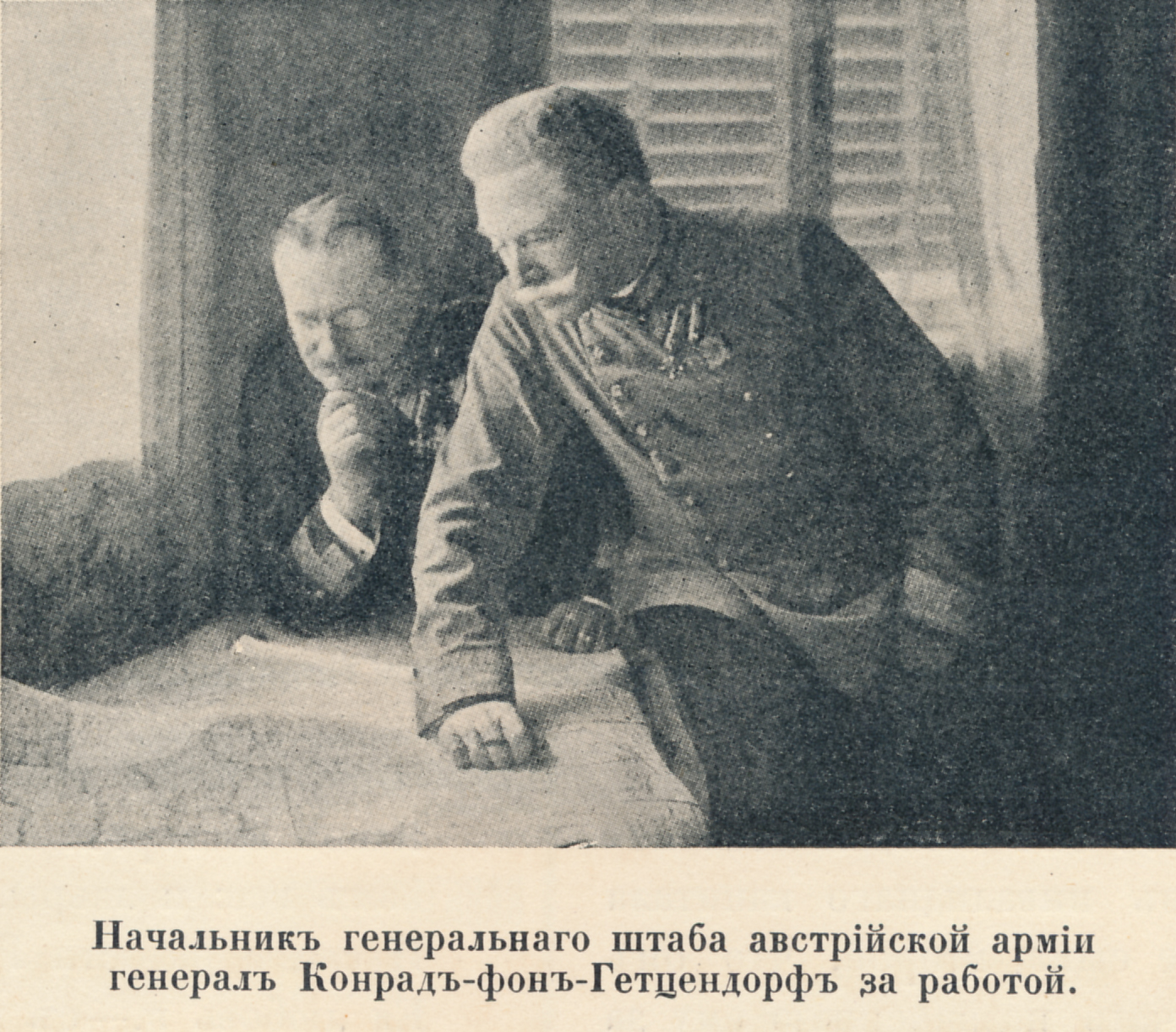
Conrad bei einer Lagebesprechung

Die Zusammenarbeit mit der deutschen Obersten Heeresleitung (OHL) war schon bald getrübt. Conrad beklagte, der Leiter der zweiten OHL Erich von Falkenhayn sähe im Verbündeten nur den „schwächeren Bruder“, dem er die Anerkennung versagte, um „alle Erfolge auf seine Rechnung zu buchen“. Falkenhayn strebte laut Conrad danach, „für die erhoffte Zukunft Deutschlands Hegemonie über Österreich anzubahnen“. Conrad rechnete sich selbst auf die Seite von Tirpitz, auf der anderen Seite sah er Falkenhayn und Bethmann Hollweg. Conrad redete immer der Offensive das Wort, Falkenhayn huldigte der Ermattungsstrategie. Die persönliche Kommunikation zwischen den beiden Befehlshabern riss im Frühjahr 1916 schließlich völlig ab.
Conrad war ein entschiedener Verfechter weitreichender Kriegsziele der Monarchie. Bereits vor 1914 betonte er beständig die Notwendigkeit eines Präventivkrieges gegen den „tückischen Verbündeten“ Italien. Seit November 1915 bestürmte Conrad Außenminister Burián mündlich, aber auch in endlosen Denkschriften, die auf dem Balkan eroberten Gebiete zu annektieren. Schon vor Abschluss des entscheidenden Feldzuges gegen Serbien und Montenegro Anfang November 1915 meinte er, „dass nur die völlige Einverleibung Serbiens und Montenegros in die Monarchie (mindestens als untrennbarer Bundesstaat) der Gefahr vorzubeugen vermag, welche mit einem selbständigen Serbien und Montenegro, seien diese auch noch so klein, verbunden wäre. Sie blieben (unabhängig) nach wie vor die Agitationsherde für unsere Gegner, vornehmlich Rußland und Italien, und würden bei jedem Krieg der Monarchie deren militärische Lage empfindlichst erschweren.“ Doch insbesondere Ungarn wehrte sich gegen eine annexionistische Politik, da ein Ungleichgewicht innerhalb der Monarchie und verschlechterte Friedensbedingungen nach dem Krieg befürchtet wurden.
Als Conrad im Februar 1916 beim Kaiser auch die Annexion Montenegros und Nordalbaniens durchsetzen wollte, antwortete dieser: Was, das auch noch? Das ist zuviel! Conrad entgegnete: Ja, aber es ist notwendig. (Ein) Selbständiges Albanien ist unmöglich.
Der ungarische Ministerpräsident István Tisza erschien Conrad als großer Gegenspieler, als Schreckensbild, obwohl die beiden eine gute Gesprächsbasis aufrechterhielten; den k.u.k. Außenminister Burián sah er in dessen Schlepptau als das Horn Tiszas. Der politisch überwältigenden Durchschlagskraft Ungarns und Tiszas stünde herüben (gemeint ist Österreich) ein Trottel, nämlich Stürgkh, gegenüber. Daher versuchte Conrad, Anfang 1916 den Sturz von Ministerpräsident Stürgkh herbeizuführen, und trat für den damaligen k.k. Innenminister Konrad zu Hohenlohe-Schillingsfürst als Nachfolger und Gegengewicht zu Tiszas Ungarn ein. Conrad hatte mit diesen Intrigen allerdings keinen Erfolg. Mangels großer militärischer Erfolge hatten Conrad und die Leute vom k.u.k. Armeeoberkommando nicht das politische Gewicht, das es ihnen, wie im Fall der dritten OHL in Deutschland, ermöglicht hätte, die zivilen Instanzen zu dominieren.

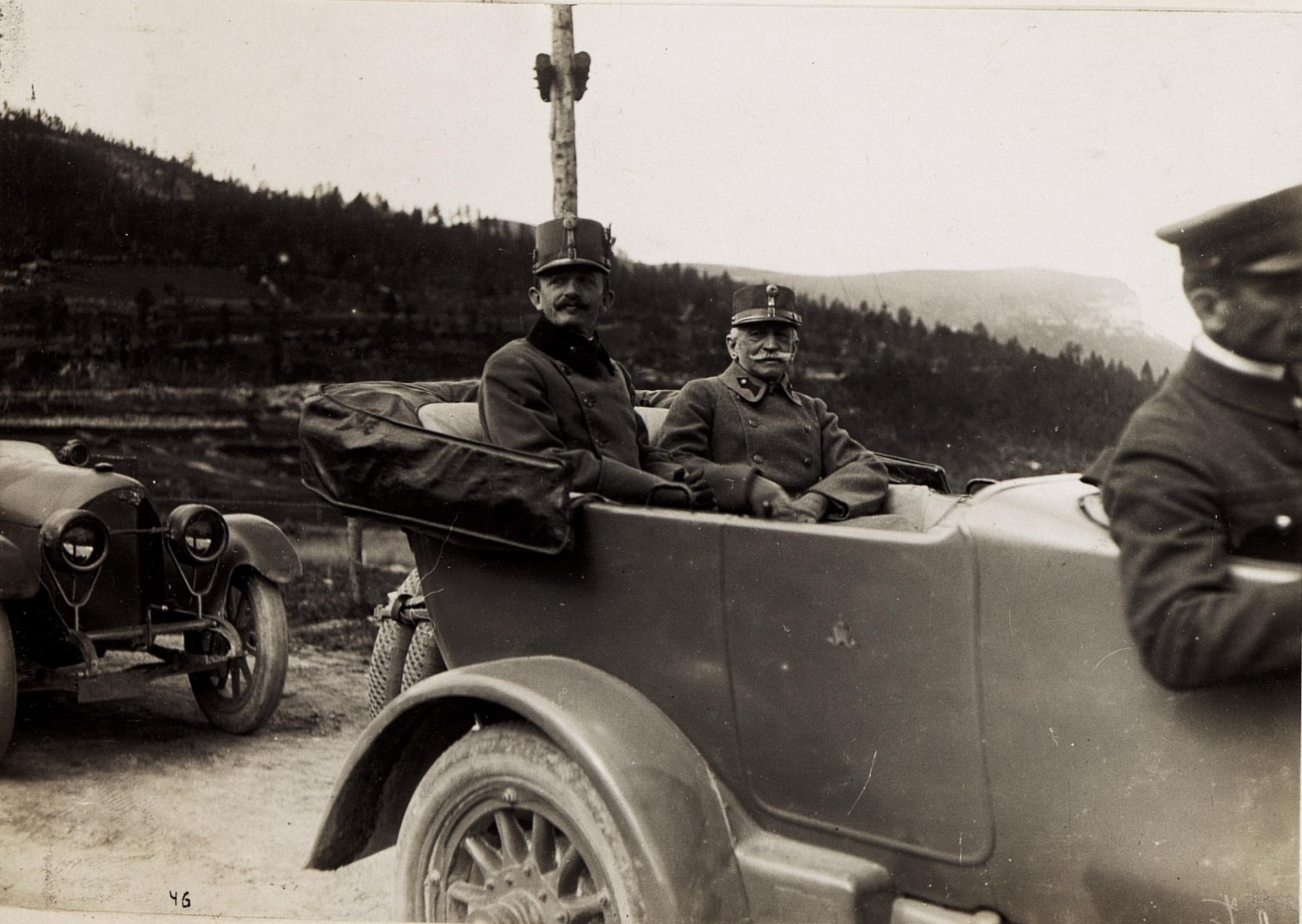
Conrad mit Kaiser Karl bei einer Frontbesichtigung in Südtirol (September 1917)

### Erster Weltkrieg: Enthebung durch den neuen Kaiser
Armeeoberkommandant war an Stelle des zu dieser Zeit 86-jährigen Kaisers bis 2. Dezember 1916 Erzherzog Friedrich. Dieser ließ Conrad, dem ihm unterstellten Chef des Generalstabes, weitestgehend freie Hand. Nach dem Tod Franz Joseph I. übernahm am 2. Dezember 1916 der junge Kaiser Karl I. persönlich den Oberbefehl. Erzherzog Friedrich fungierte bis zu seiner Enthebung am 11. Februar 1917 als sein Stellvertreter. Conrad war am 25. November 1916 noch zum k.u.k. Feldmarschall ernannt worden, doch sein Einfluss nahm stark ab. Er wurde von Karl I. gegen seinen Willen am 1. März 1917 als Chef des Generalstabes durch Arthur Arz von Straußenburg ersetzt, übernahm aber auf Druck des Kaisers später das Kommando an der Südwestfront gegen Italien in Tirol, um die Italiener glauben zu machen, an dieser Front werde der nächste Hauptangriff der k.u.k. Streitkräfte erfolgen.
Nach der gescheiterten Junioffensive wurde Conrad mit 15. Juli 1918 von Karl auch seiner Position als Befehlshaber der Heeresgruppe in Tirol enthoben. Um diese Entscheidung nicht zu harsch wirken zu lassen, erhob ihn der Kaiser gleichzeitig in den Grafenstand und ernannte ihn ehrenhalber zum Obersten aller kaiserlichen Garden in Wien. Das Auseinanderbrechen der Monarchie wenige Monate später führte Conrad darauf zurück, dass man seinen Warnungen und Vorhersagen zu wenig Beachtung geschenkt habe.

### Krankheit und Tod

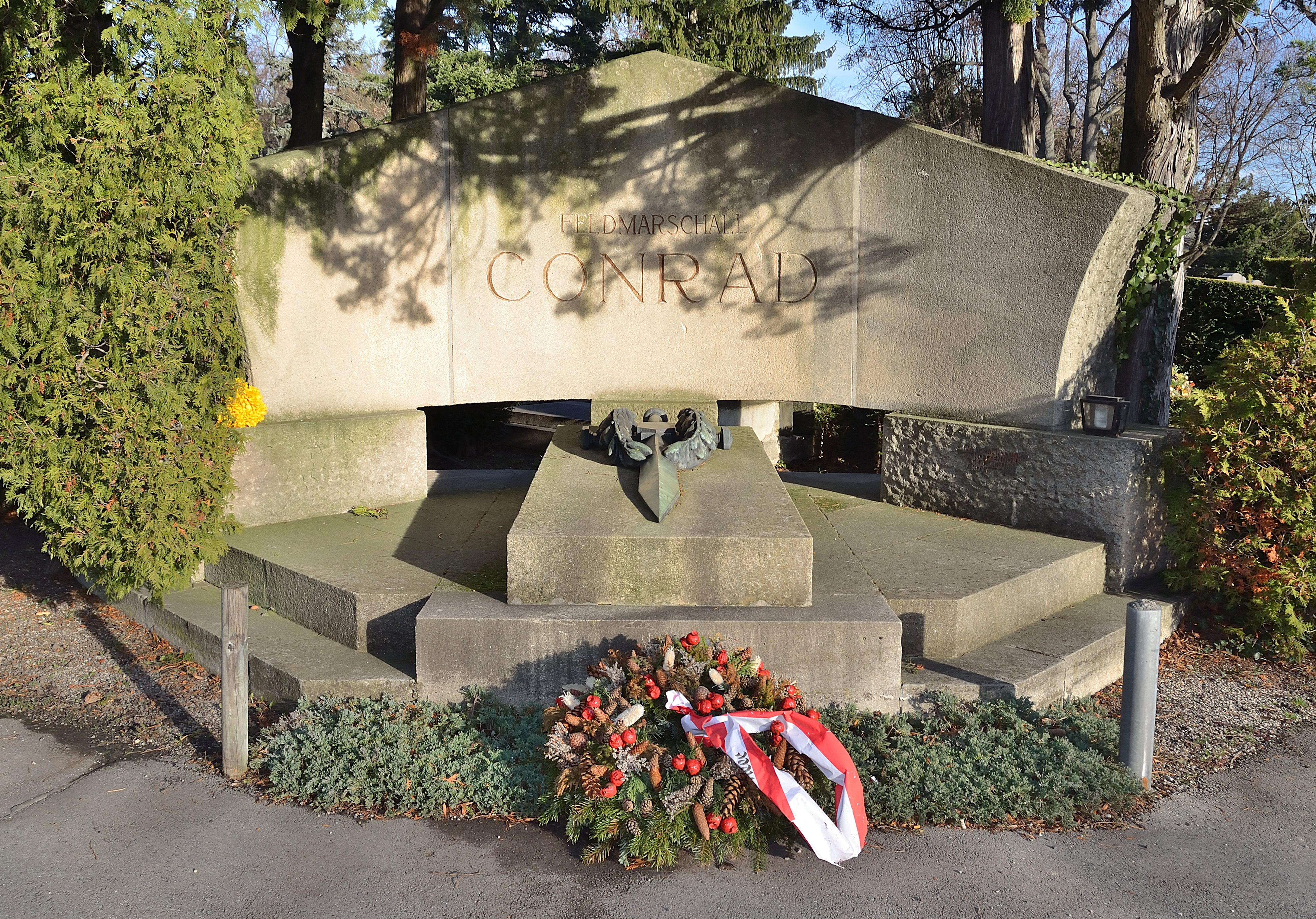
Grab Conrads auf dem Hietzinger Friedhof in Wien

Die Jahre nach dem Krieg verbrachte Conrad in Wien und Innsbruck. Er arbeitete an Veröffentlichungen über sein Leben und versuchte sein Wirken zu rechtfertigen. Nach einem schweren Gallenleiden auf Kur in Bad Mergentheim beklagte er in seinen Memoiren, die Familie Habsburg – insbesondere Erzherzog Friedrich, dem er über zwei Jahre lang erfolgreich gedient habe – habe sich nicht einmal zu Genesungswünschen an ihn aufraffen können. Conrad starb am 25. August 1925 in Bad Mergentheim an einem Rückfall. Er wurde auf dem Hietzinger Friedhof (Gruppe 37, Reihe 1, Nummer 1) in Wien begraben. Den pompösen Begräbnisfeierlichkeiten am 2. September wohnten mehr als 100.000 Trauergäste bei. Das Ehrengrab wurde 2012 im Zuge der Diskussion um das Ehrengrab von Engelbert Dollfuß von der Gemeinde Wien wie dieses in ein „Historisches Grab“ umgewandelt.

## Einschätzung in der Forschung

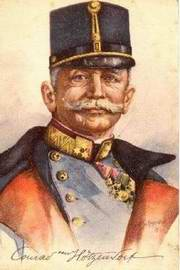
Propagandapostkarte mit Conrads Porträt

In der Republik Österreich gehörte die Pflege des Prestiges der k.u.k. Armee zur Selbstdarstellung des ehemaligen Offizierskorps und bis in die 1960er Jahre zum patriotischen Bekenntnis zu Österreich: „Identifikationsfigur und Heros dieser Geschichtsbetrachtung war Feldmarschall Franz Conrad von Hötzendorf. Um seinen Ruhm und den Ruf der Armeeführung zu schützen, waren seine früheren Mitarbeiter bereit, jede Kritik an Conrads Feldherrngenie rigoros zurückzuweisen.“
Während ihn seine zeitgenössischen Bewunderer als größten österreichischen Feldherrn seit Prinz Eugen von Savoyen bezeichneten, wurde durch die Ereignisse schon bald die Problematik seiner Politik und seiner militärischen Planungen klar. Conrad ignorierte konsequent kritische Faktoren wie Terrain, Wetter, Jahreszeiten oder Wege für Versorgung und Truppenbewegungen.
Conrad wird in taktischer Hinsicht bemängelt, dass er im Weltkrieg die Bedeutung der modernen Schnellfeuerwaffen und der schweren Artillerie zu wenig berücksichtigt habe, wodurch bei seinem stets bevorzugten Angriffsverhalten katastrophale Verluste schon zu Kriegsbeginn eingetreten seien. Die Erkenntnisse, die Maximilian Csicserics von Bacsány aus dem Russisch-Japanischen Krieg gezogen hatte, waren nicht beachtet worden.
Auch schwere strategische Versäumnisse seien Conrad anzulasten, etwa die politisch motivierte Truppenkonzentration an der serbischen Grenze, während die russischen Armeen schon Richtung Galizien marschierten. Unter Conrad scheiterten mehrfach Offensiven sowohl gegen die russische Armee als auch gegen die massiv unterlegene serbische Armee, ebenso Vorstöße in Italiens Kernland trotz großer strategischer Fehler auf der gegnerischen Seite. Als Conrad abgelöst wurde, war die Armee Österreich-Ungarns nicht mehr zu substanziellen Operationen in der Lage und beinahe vollständig von deutscher Unterstützung abhängig.

„Der schon in den Denkschriften ausgebreitete Bellizismus mit sozialdarwinistischer Fundierung entsprach auch oder gerade nach der Niederlage Conrads Weltsicht, und so präsentierte er sich in seinem Erinnerungswerk als der verhinderte Retter des Habsburgerreiches. Da er die Schuld am Weltkrieg der Entente und die Verantwortung für Österreich-Ungarns prekäre Lage im Frühsommer 1914 der politischen Führung der Monarchie zuwies, konnte die hagiographische Militärgeschichtsschreibung Conrads Selbstdarstellung übernehmen.“

Fritz Fellner beurteilt Conrads Verhalten in der Julikrise äußerst kritisch:

„Wenn der erwünschte Krieg tatsächlich ohne ausländische Einmischung geführt werden sollte, so mußte er ohne Aufschub begonnen werden, doch Conrad von Hötzendorf, der seit Jahren den Präventivkrieg gegen Serbien gepredigt, ihn vom Zaun zu brechen sich bemüht hatte, begann, kaum daß der Entschluß gefaßt war, schon um Zeitaufschub zu betteln. Dilettantischer ist noch nie ein Krieg vom Zaun gebrochen worden, als der Krieg gegen Serbien im Juli 1914 ... Man wußte schon seit dem 7. Juli, daß man Krieg führen wollte, ... der Generalstabschef jedoch erklärt sich außerstande, den seit drei Wochen geplanten Krieg vor einer weiteren Frist von 14 Tagen tatsächlich beginnen zu können.“

Der Historiker Samuel R. Williamson beurteilt Conrad sogar als den wahrscheinlich intrigantesten aller militärischen Führer in Europa vor 1914.
Conrad übernahm niemals seinen Teil an der Verantwortung für den Ausbruch des Krieges und die Niederlage seines Landes. Er verteidigte sich damit, immer „nur der militärische Fachmann“ gewesen zu sein, der keine politische Entscheidung getroffen habe.
Nach der Annexion von Serbien, Montenegro und Polen wollte Conrad in national geschlossenen Territorien den Völkern die Verwirklichung ihrer nationalen Bestrebungen im Rahmen der Monarchie gestatten. Die hochfliegenden Pläne des Strategen Conrad standen jedoch nicht im Einklang mit den ihm zur Verfügung stehenden Mitteln. Die tatsächliche militärische Kraft der Monarchie hätte für seine Balkanpläne nie ausgereicht. Conrads Imperialismus bewegte sich immer noch auf dem Felde, das Metternich 100 Jahre zuvor abgesteckt hatte, denn auch für Conrad war nur die „Räson“ des überkommenen Staates maßgebend, nicht aber der Wille seiner Nationen. Es ging Conrad, wie Metternich, nicht um gesellschaftliche, wirtschaftliche oder koloniale Probleme, sondern um die Stärkung des Staates durch Expansion.
Conrad sah die Rettung der wirtschaftlich wenig entwickelten und national stark gemischten Habsburgermonarchie in der Konstruktion eines Interessenstaates. Dieser sollte seine politische Kraft und historische Rechtfertigung durch die Vertretung der wirtschaftlichen Belange der kleinen Balkanvölker erlangen, um ihnen dadurch ihre Existenz überhaupt erst zu sichern. Conrads Interessenstaat sollte aus den drei Königreichen Österreich-Böhmen, Ungarn und Südslawien bestehen, deren „gegeneinander Ausspielen“ den Zentralismus stärken sollte. Sein Imperialismus entwuchs also nicht der Lebenskraft seines Staates, sondern seiner Schwäche, sein „Imperialismus der Defensive“ nimmt sich wie eine Flucht nach vorn aus.
Dass Einverleibungen gegen den Willen der betroffenen Bevölkerung einen Staat schwächen, statt ihn zu stärken, ganz besonders in Zeiten der Selbstbestimmung der Völker, begriff er wie so viele andere nicht. Sein Denken war austrozentrisch geprägt, sodass er den Widersinn seiner Expansionsbestrebungen gegenüber den extrem nationalistischen und um Selbständigkeit kämpfenden Balkanvölkern gar nicht erfasste.

„Wenn Conrad die Notwendigkeit der Expansion unter anderem auch wirtschaftlich begründet hat, so zielte dieses Argument bei ihm höchstens auf eine vorbeugende Sicherung eines großen Absatzgebietes hin, doch kennzeichnet es nicht den eigentlichen Zweck der Expansion ... Die innenpolitische Voraussetzung für seine Expansionsforderungen war nicht die Entwicklung von Wirtschaft und Gesellschaft, sondern der drohende Zerfall des Staates in seine nationalen Bestandteile. ... Mit der Vorstellung, dass der österreichische Staat nur mehr durch Eroberung Serbiens erneuert werden könne, wurzelt also der Wille zur imperialistischen Expansion zutiefst in einem konservativen Moment. ... Die Sorge um die inneren Verhältnisse war wohl der tiefere Grund für Conrads aggressive Expansionspläne. Er selbst verwahrte sich gegen den Vorwurf, Imperialist zu sein, denn er verstand unter Imperialismus nur Expansion um ihrer selbst willen.“

Conrad war in seinem Handeln vom Sozialdarwinismus geprägt. Der Kampf ums Überleben ist alles, Individuen zählen nicht, Nationen kämpfen um ihre Existenz und existieren, um zu kämpfen. Seine darwinistische Grundeinstellung führte zu einem imperialistischen politischen Programm, das mit dem Glauben an die naturgesetzliche Unterwerfung der Schwachen und Kleinen eine ausgeprägt kriegerische Note enthielt.

## Rezeption

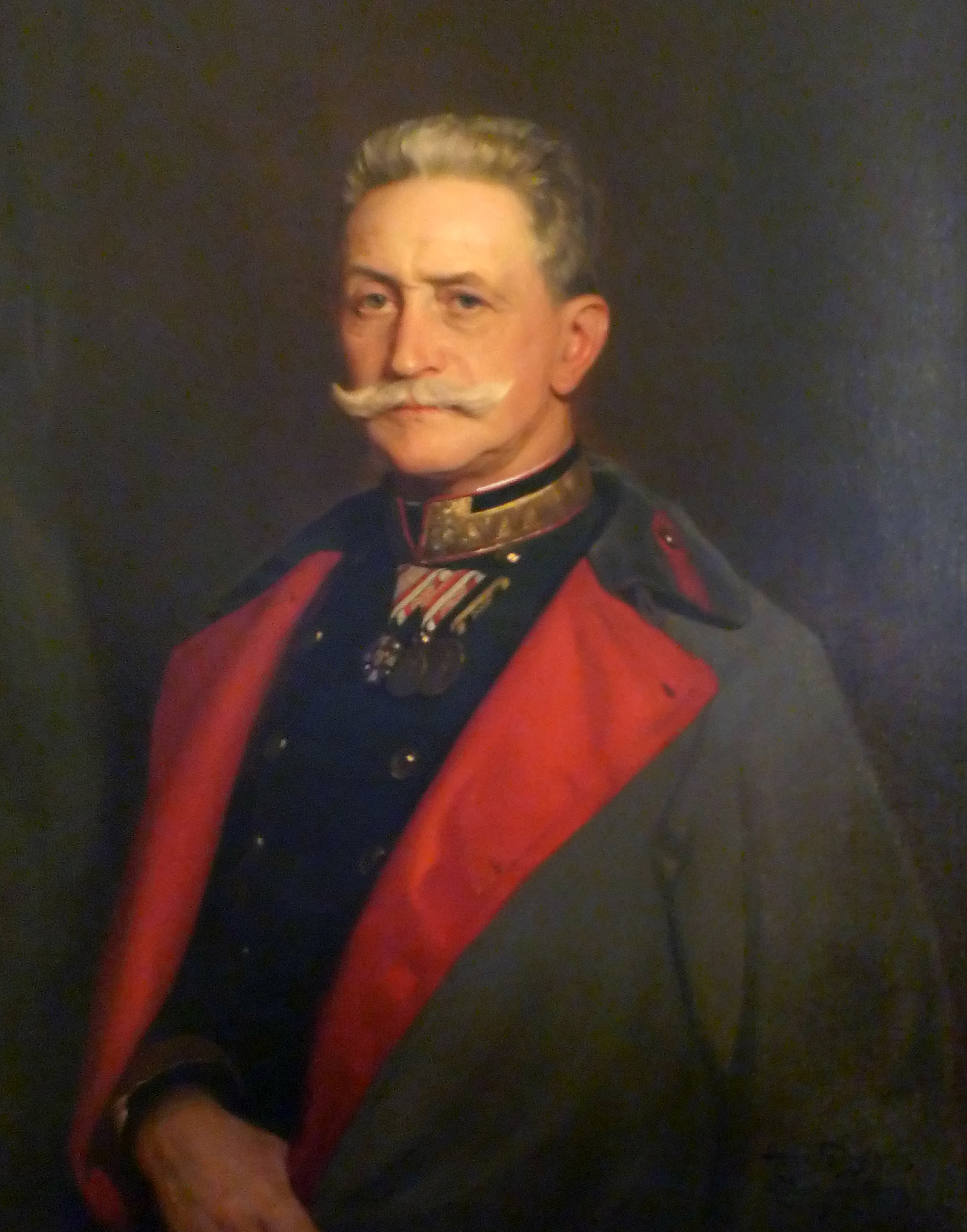
Conrad als Generalstabschef 1915, Porträt von Hermann Torggler (Heeresgeschichtliches Museum)

Im Wiener Heeresgeschichtlichen Museum befindet sich im Saal V („Franz-Joseph-Saal“) eine Vitrine, in welcher persönliche Gegenstände Conrads ausgestellt sind, so seine Feldbinde, Kartentasche, Brieftasche und Feldflasche sowie sein Säbelportepee, Stulphut für Generale, Helm zu seiner Uniform als Chef des königlich-preußischen 5. Garde-Regiments zu Fuß, sein Lorgnon und militärwissenschaftliche Arbeiten Conrads. Über der Vitrine befindet sich ein Porträt, das Conrad als General der Infanterie zeigt und von der Hand des Malers Hermann Torggler (1878–1939) stammt. Im Bereich des Ersten Weltkrieges sind darüber hinaus seine Feldmarschalls-Uniform sowie sein Marschallstab zu sehen.
Während nach dem Ersten Weltkrieg in anderen Nationen der Generalstab und seine Tätigkeit, auch in Erwartung eines weiteren Krieges, einer allgemeinen Geheimhaltung unterlag, war Conrads Werk Aus meiner Dienstzeit 1906–1918, dessen Quellenwert vorsichtig zu beurteilen ist, unter anderem eine der ersten zusammenhängenden Darstellungen der Arbeit eines Generalstabschefs.
Als sich nach dem „Anschluss“ Österreichs 1938 auch die Studentenverbindungen wie jene im Altreich in gleichgeschaltete Kameradschaften umwandeln mussten (oder aufgelöst wurden), entstand auch eine nach dem Generalstabschef benannte Kameradschaft Conrad von Hötzendorff (zuvor Wiener akademische Burschenschaften Alemannia, Germania und Hubertus).
Das DDR-Comic Mosaik schickte 1978/79 als Gegenspieler der Abrafaxe den österreichischen Major Hötzendorfer ins Rennen, eine deutliche Anspielung auf Feldmarschall von Hötzendorf.
Bezüglich der der nach ihm benannten Straßen, vor allem jener in Graz, wurde eine eventuelle Umbenennung diskutiert. Im September beschloss 2014 der Grazer Gemeinderat, den Platz vor dem neu errichteten Styria-Media-Center, das eigentlich zentral im 6. Bezirk in der Conrad-von-Hötzendorf-Straße (Hausnr. 78) liegt, „Gadollaplatz“ zu nennen. Der Neubau erhielt somit wegen der Kontroversen anstatt der vorgesehenen Adresse die Bezeichnung „Gadollaplatz 1“ in der Adresse. 2017 stufte eine Grazer Historikerkommission die Straßenbenennung wegen des Vorwurfs der Kriegstreiberei des Namensgebers kritisch ein. Im Februar 2018 entschied die Grazer Stadtregierung schließlich gegen eine Umbenennung der Conrad-von-Hötzendorf-Straße. Stattdessen sollen erklärende Zusatztafeln angebracht werden.

## Schriften
- Zum Studium der Taktik. Verlag Kreisel u. Kröger.
  - Band 1: Einleitung und Infanterie. Wien 1898.
  - Band 2: Artillerie, Cavallerie, vom Gefecht. Wien 1899.
- Die Gefechtsausbildung der Infanterie. 6. Auflage, Seidel, Wien 1917.
- Aus meiner Dienstzeit 1906–1918. Rikola-Verlag, Wien u. a. 1921 bis 1925:
  - Band 1: Die Zeit der Annexionskrise 1906–1909.
  - Band 2: 1910–1912. Die Zeit des libyschen Krieges und des Balkankrieges bis Ende 1912.
  - Band 3: 1913 und das erste Halbjahr 1914. Der Ausgang des Balkankrieges und die Zeit bis zum Fürstenmord in Sarajevo.
  - Band 4: 24. Juni 1914 bis 30. September 1914. Die politischen und militärischen Vorgänge vom Fürstenmord in Sarajevo bis zum Abschluß der ersten und bis zum Beginn der zweiten Offensive gegen Serbien und Rußland.
  - Band 5: Oktober-November-Dezember 1914. Die Kriegsereignisse und die politischen Vorgänge in dieser Zeit.
- Mein Anfang. Kriegserinnerungen aus der Jugendzeit 1878–1882. Mit Faksimiles nach Karten und Handzeichnungen des Feldmarschalls. Verlag für Kulturpolitik, Berlin 1925.
- Kurt Peball (Hrsg. und bearb.): Conrad von Hötzendorf: Private Aufzeichnungen. Erste Veröffentlichungen aus den Papieren des k.u.k. Generalstabs-Chefs. Amalthea, Wien u. a. 1977, ISBN 3-85002-073-8.